# 沃迪纳 (明尼苏达州)
沃迪納（英語：Wadena）是一個位於美國明尼蘇達州奧特泰爾縣及沃迪納縣的都市。根據2010年美國人口普查，該地共人口4088人，而該地的面積約為13.93平方千米。同時該地也是沃迪納縣的縣治。

## 地理
沃迪納的座標為46°26′22″N 95°08′14″W / 46.43944°N 95.13722°W，而該地的平均海拔高度為412米（即1352英尺）。